# Lac d'Aiguebelette
Pour les articles homonymes, voir Aiguebelette.
Le lac d'Aiguebelette est un lac naturel situé en France dans le département de la Savoie en région Auvergne-Rhône-Alpes.
Principal lac de l'Avant-Pays savoyard, dans l'extrémité sud du massif du Jura, il est situé à environ 10 kilomètres de Chambéry, environ 40 kilomètres de Grenoble et à environ 100 kilomètres de Lyon. Il possède une superficie de 545 hectares et est à ce titre le septième lac naturel français après le Léman (en partie), le lac d'Hourtin et de Carcans, le lac de Grand-Lieu, le lac du Bourget, le lac d'Annecy et le lac Marville (aux Kerguelen). Bordé à l'est par la chaîne de l'Épine qui culmine avec le mont Grelle à 1 427 mètres et à l'ouest par le mont Tournier, sa profondeur maximale est de 71 mètres. Au premier regard, il se caractérise par sa couleur souvent verte, alors que, dans la même région, le lac d'Annecy est plus bleu et le lac du Bourget plus souvent gris acier.
Le lac d'Aiguebelette est un lac privé qui appartient à la famille de Rivérieulx de Chambost de Lépin et à Électricité de France, qui ont confié sa gestion à la Communauté de Communes du Lac d'Aiguebelette. Ses rives se partagent quant à elles entre cinq communes riveraines que sont : Aiguebelette-le-Lac, Lépin-le-Lac, Saint-Alban-de-Montbel, Novalaise et Nances. Dans la partie sud du lac se trouvent deux îles, entourées de roselières.
Afin de préserver la qualité de ses eaux et de son environnement, les bateaux à moteur thermiques sont interdits sur le lac depuis un arrêté de 1976  . Il est en outre depuis mars 2015 la plus grande réserve naturelle régionale d'eau douce en France.

## Géographie

### Situation
Le lac d'Aiguebelette est situé à l'ouest du département de la Savoie au sud-est de la France, à proximité de la Suisse et de l'Italie. Ses rives sont partagées sur les territoires des communes d'Aiguebelette-le-Lac à l'est, de Nances au nord, de Novalaise au nord-ouest, de Saint-Alban-de-Montbel à l'ouest et de Lépin-le-Lac au sud.
Il s'étend sur 5,45 km2 sur le territoire dit de l'Avant-Pays savoyard, au pied de la chaîne de l'Épine, qui le sépare de la ville de Chambéry, préfecture du département. À quelques kilomètres à l’ouest du lac se trouve une autre barrière naturelle qu'est le mont Tournier qui délimite le bassin versant du lac.
Les eaux du lac culminent à une altitude moyenne de 373 m. L'occupation des sols du bassin du lac est majoritairement partagée entre forêts (46,8 %) et prairies (32,9 %), l'urbanisation et les cultures ne comptant pour leur part que pour respectivement 8,6 % et 3,4 %.

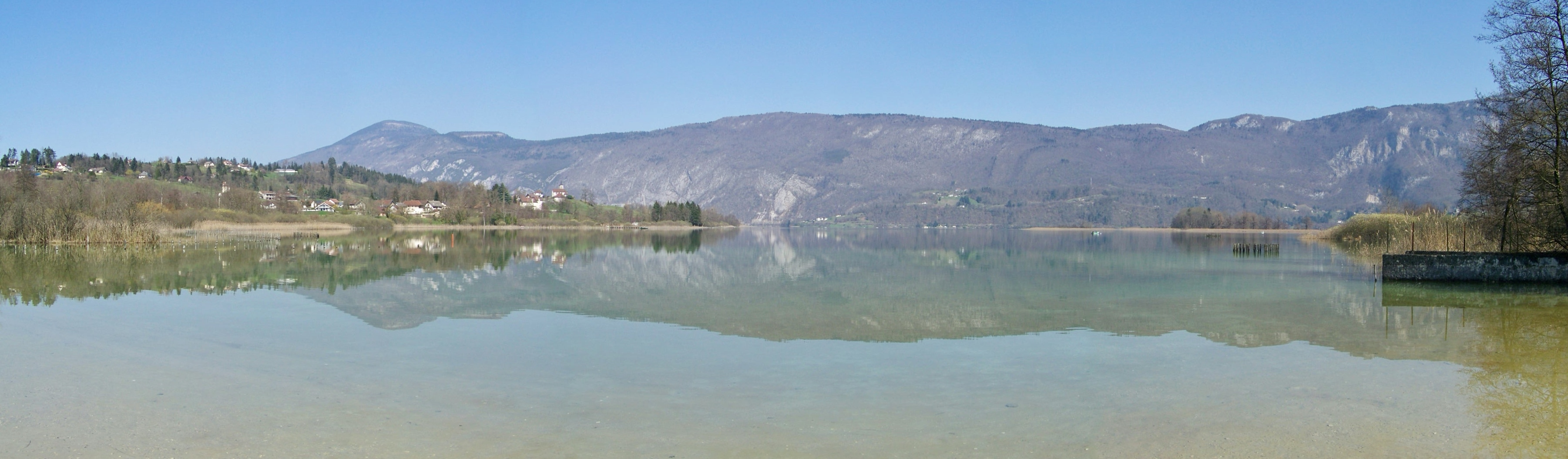
Le lac et la chaîne de l'Épine vus depuis Lépin-le-Lac en hiver.

### Topographie
Le lac présente la forme d'un triangle isocèle dont la rive sud constitue la base. Sa plus grande longueur est de 3,75 kilomètres, sa plus grande largeur de 1,98 km et sa plus petite largeur de 550 m.
Selon sa bathymétrie, le lac compte cinq bassins sous-lacustres, deux monticules immergés et deux îles. Sa profondeur maximale est de 71,1 mètres et se situe relativement proche de la rive orientale, rapidement atteinte puisque située sur le versant abrupt de la chaîne de l'Épine. À l'inverse, sa partie occidentale, située sur une zone collinneuse et vallonnée, présente une topographie plus douce et moins profonde. La profondeur moyenne du lac s'établit à 30,6 m.
Son volume d'eau s'élève à 166 millions de mètres cubes et la carte ci-contre indique qu’il comporte trois fosses :
- la fosse nord, près du lieu-dit « La Combe » (50 mètres) ;
- la fosse sud-est, non loin du port d'Aiguebelette (71 mètres) ;
- la fosse sud-ouest, entre les îles et Lépin.

La surface du lac a gelé complètement lors des hivers 1909, 1929, 1941, 1942 et 1956.

### Géologie
Le bassin versant du lac repose sur une dominante géologique calcaire et les deux îles qu'il compte seraient pour leur part probablement d'origine morainique.
Le lac d'Aiguebelette est bordé à l'est par des calcaires du Valanginien, une bande de molasse marine du Vindobonien et du Burdigalien, tandis que ses rives ouest sont bordées par des terrasses dont le niveau le plus bas est à 1,60 m et la plus élevée à 26 m, au Soujey. Sur l'ensemble des rives se trouve en outre une ceinture presque complète de dépôts du Quaternaire d'origine glaciaire.
À la fin du Paléolithique et au début du Mésolithique, vers 9700 av. J.-C., un glissement de terrain affectant le rivage nord-ouest du lac forme un tsunami qui se propage à l'ensemble du lac ; la hauteur maximale de la vague est estimée à 3,5 mètres.

#### Formation
Le mécanisme de formation du lac d'Aiguebelette est très comparable à celui du lac du Bourget :
1. À l’ère secondaire (Jurassique et Crétacé inférieur), des masses énormes de sédiments se déposent en milieu marin ;
2. À l’ère tertiaire, les reliefs commencent à sortir de la mer. Dans la fosse de Novalaise, lagune peu profonde, la molasse se dépose, le plissement amène la montagne de l’Épine et la chaîne du mont Tournier (anticlinaux) à leur altitude actuelle ;
3. Durant la période quaternaire, le glacier würmien surcreuse une cuvette au pied de la grande faille de l’anticlinal de la chaîne de l'Épine. À cette époque, la glace atteint une altitude de plus de mille mètres, rabotant ainsi les reliefs et façonnant les cols de l'Épine et du Crucifix ;
4. À la fonte des glaces, le lac se remplit. La moraine, au nord, les collines molassiques au sud, les anticlinaux, à l’est et l’ouest, délimitent la cuvette. L’eau va s’écouler par le point le plus bas, qui est une zone de faille dans l’anticlinal du mont Tournier.

### Hydrographie

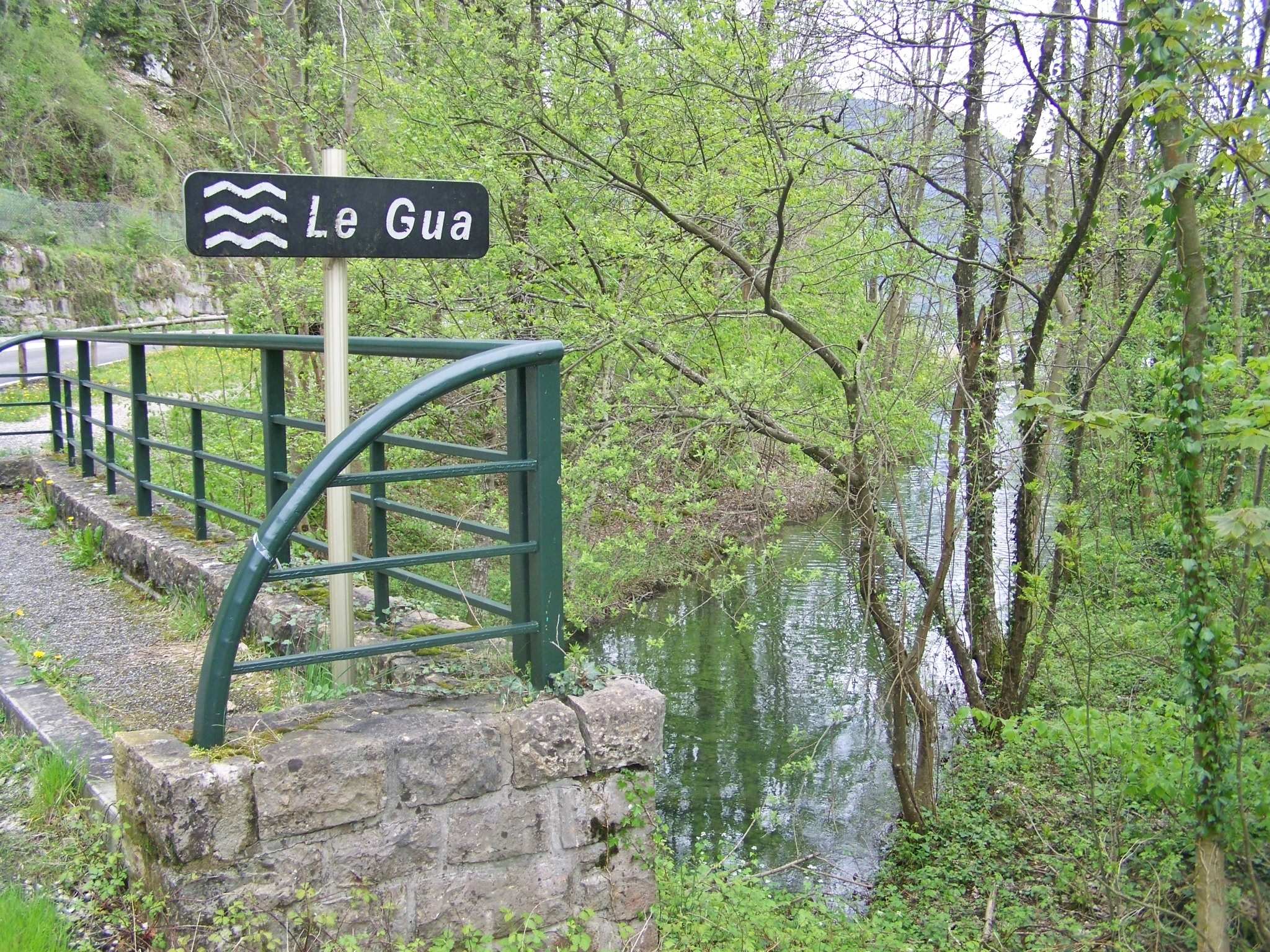
Le Gua à quelques mètres du lac.

Le volume d'eau du lac d'Aiguebelette est de 166 millions de mètres cubes et son bassin versant s'étend sur une surface de 58,4 km2. Le lac est par ailleurs considéré comme un lac monomictique à dimictique du 1er ordre, ce qui signifie que ses eaux de surface et de profondeur se mélangent une à deux fois par an.
Bien qu'alimenté par plusieurs menus cours d'eau, le lac ne possède néanmoins qu’un seul déversoir naturel : le Tier (aussi orthographié Tiers ou Thiers), un affluent de la rive droite du Guiers. Celui-ci trouve son origine au sud-ouest du lac au niveau du « Gué des Planches » où il constitue la limite entre les communes de Lépin-le-Lac et de Saint-Alban-de-Montbel.
Du nord au sud dans le sens senestre, ses cours d'eau tributaires sont les ruisseaux suivants :
- le Gua (Nances) ;
- la Leysse de Novalaise (Nances) ;
- le Neyret (Nances) ;
- le Janjoux (Novalaise) ;
- le Luizarat (Saint-Alban-de-Montbel) ;
- le Bourg (Lépin-le-Lac) ;
- la Tuilerie (Lépin-le-Lac) ;
- le Moulin (Aiguebelette-le-Lac).

Parmi ceux sus-cités, les tributaires principaux du lac sont le Gua, la Leysse et la Tuilerie. Par ailleurs, si la rive orientale du lac située le long de la chaîne de l'Épine ne compte aucune embouchure de cours d'eau, des résurgences sous-lacustres issues de ce massif sont néanmoins présentes.

### Voies de communication et transports

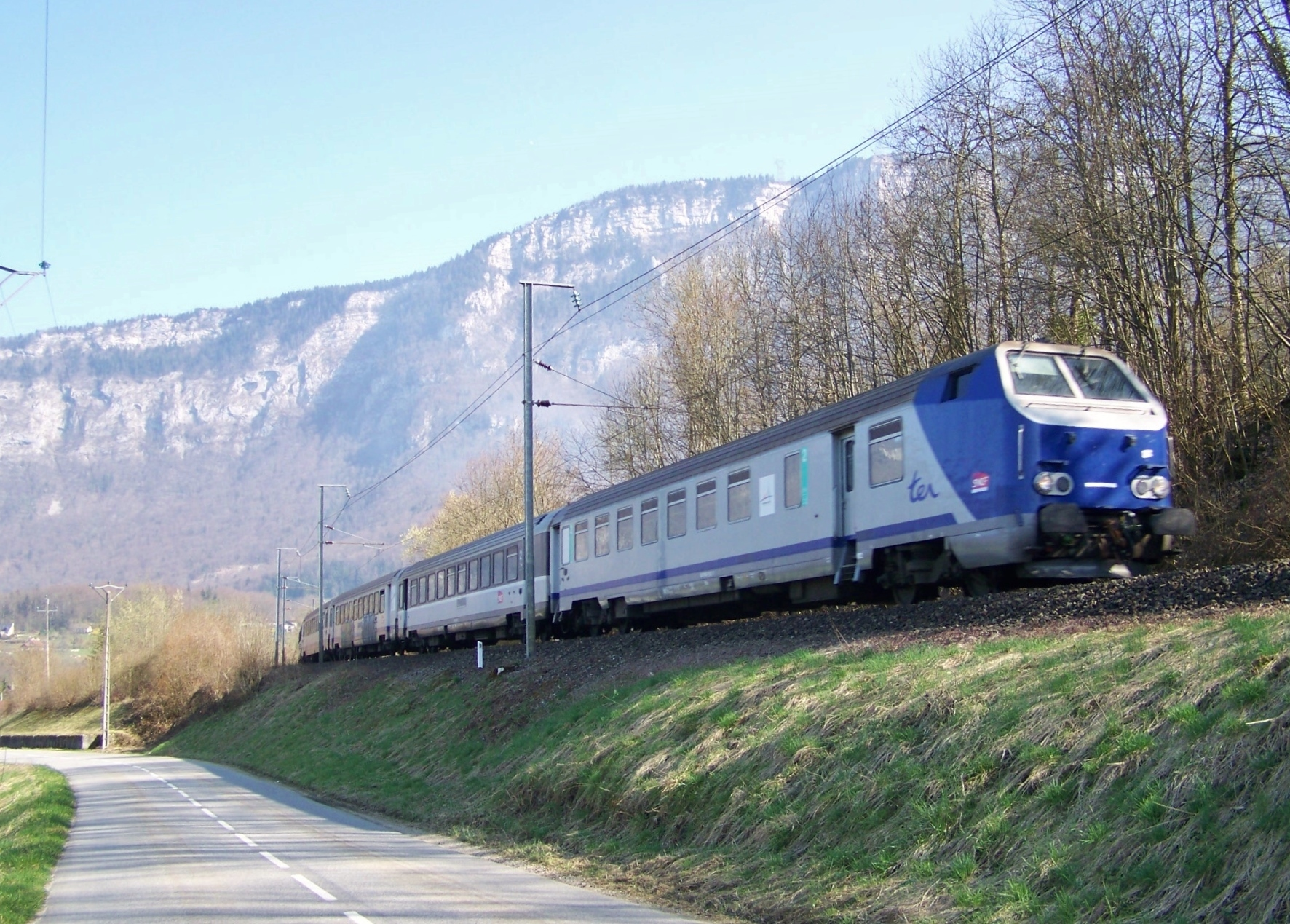
RD 921d et train TER à Lépin-le-Lac.

En matière de transport routier, le lac est desservi par l'autoroute A43 reliant Lyon et Chambéry, qui le contourne par le nord et qui compte une bretelle d'accès à moins de 500 m de la rive nord du lac sur la commune de Nances. Le lac est en outre longé sur ses rives nord et ouest par la route départementale 921, complétée par la route départementale 921d qui le longe sur ses rives est et sud de manière à pouvoir en effectuer un tour complet (route du « Tour du Lac »).
En matière de transport ferroviaire, le lac est longé sur sa rive sud par la ligne de Saint-André-le-Gaz à Chambéry. Cette ligne permet la desserte du lac au travers de deux gares ferroviaires que sont la Gare de Lépin-le-Lac - La Bauche sur la commune de Lépin-le-Lac à l'extrémité sud-ouest du lac, et la gare d'Aiguebelette-le-Lac sur la commune d'Aiguebelette-le-Lac à l'extrémité sud-est du lac. Ces deux gares sont desservies par des trains ou des autocars du service TER Rhône-Alpes entre Lyon et Chambéry ou entre Saint-André-le-Gaz et Chambéry.
En matière de transport aérien, l'aéroport le plus proche du lac est l'aéroport de Chambéry - Savoie, situé à une dizaine de kilomètres à vol d'oiseau mais séparé du lac par la chaîne de l'Épine. Il permet des liaisons avec plusieurs destinations d'Europe du Nord, en particulier durant la saison hivernale. Deux aéroports internationaux sont également présents à moins de 100 km du lac : l'aéroport de Lyon-Saint-Exupéry et l'aéroport international de Genève en Suisse.

## Toponymie
Aiguebelette est un hydronyme se composant du préfixe aigue- et du français belle. Il provient du latin Carbonaria, puis Aqua Bella, l'« eau belle » ou « la belle eau »,. Le suffixe -ette ajoute la notion de diminutif, et de petite taille, ce qui conduit à une traduction de « belle petite eau ».
Le lac est à l'origine du nom de la commune d'Aiguebelette-le-Lac,.
Toutefois, cette traduction est délaissée au profit de son équivalent pluriel « belles petites eaux », utilisée notamment par l'office de tourisme du lac d'Aiguebelette ou encore par le syndicat mixte de l'Avant-Pays savoyard. Une traduction par ailleurs également reprise dans l'ouvrage Lac d'Aiguebelette paru en 2005.
En arpitan savoyard, le lac se nomme Lèc d'Égouabelèta, prononcé localement [lɛ.ˌde.ga.ˈblɛ.ta].

## Histoire humaine

### Légende du lac
La formation du lac d'Aiguebelette et la présence des deux îles sont mentionnées dans une légende locale, rapportée en détail par M. Chevron à Louis Schaudel dans le cadre de son étude parue en 1908.

« Le lieu qu'occupe aujourd'hui le lac d'Aiguebelette était jadis une petite plaine luxuriante, au milieu de laquelle s'élevait une ville de ce nom, réputée à l'égal de Sodome, pour la richesse et le goût des plaisirs. Un jour, dit la légende, Jésus-Christ vint la visiter, revêtu de haillons, sous la forme d'un mendiant demandant un morceau de pain et l'hospitalité pour la nuit. Alors, comme aujourd'hui, l'aspect de la misère était un trouble-fête; aussi le divin visiteur se vit-il partout refusé, durement éconduit. Seule, une veuve, pauvre comme celle qui accueillit le prophète Élisée, avec la grâce de ceux qui connaissent l'indigence et qui savent y compatir, s'offrit à partager et son réduit et son morceau de pain noir : ce qu'il accepta sans se faire connaître. Satisfait de la bonne volonté de cette femme, Notre-Seigneur lui demanda s'il y avait dans la ville quelqu'un à la conservation de qui elle s'intéressât. Oui, répondit-elle; j'ai dans tel quartier qu'elle nomma une fille unique qui fait toute ma consolation en ce monde; son mari étant mort sans lui laisser de la famille, elle soutient aussi mon existence du fruit de son travail qu'elle partage avec sa mère. C'est bien, reprit le mystérieux visiteur ; vous entendrez cette nuit un grand bruit, parce que je vais détruire cette ville dont les iniquités appellent ma vengeance. Mais ne vous effrayez, ni pour vous, ni pour votre fille; aucun mal ne vous arrivera. Demeurez tranquille dans votre maison ; demain vous verrez la justice de Dieu qui poursuit la dureté de cœur des méchants et qui se plaît à récompenser la charité des bons. Après ces paroles, il s'éloigna au grand étonnement de la bonne veuve.
Le lendemain, les rayons du soleil levant éclairèrent une nappe d'eau limpide là où la veille était une ville bruyante des plaisirs de la vie. pour rendre le pacte encore plus frappant, plus digne de la vertu de Dieu, la maison de la veuve celle de sa fille demeurèrent seules, au milieu des îles miraculeusement transformées en bosquets; et de l'un à l'autre des deux sanctuaires de l'hospitalité, un chemin destiné à les mettre en communication s'éténdait -comme une magnifique jetée caressée de chaque côté par les eaux du lac d'Aiguebelette. »

— Louis Schaudel (de Nancy), « La station néolithique du Lac d'Aiguebelette », Quatrième Congrès préhistorique de France, Session de Chambéry,‎ 1908, p. 537 à 546 (p. 7)

### Préhistoire
Des pieux enfoncés dans des zones peu profondes, sur la commune de Lépin-le-Lac, vestiges d'habitations sur pilotis, ou « palafittes », attestent d'une présence humaine dès l'époque néolithique et l'âge du bronze. C'est au milieu du XIXe siècle que des archéologues ont découvert l'existence de ces cités lacustres.
Les différentes campagnes de fouilles ont permis de découvrir 4 sites du Néolithiques et 2 de l'âge de bronze.
En 2020, un père et son fils sont interpellés soupçonnés d'effectuer des recherches archéologiques interdites — alors que le site est protégé — avec des détecteurs de métaux le long des berges, et au fond du lac munis de combinaisons de plongée. Une perquisition de la gendarmerie à leur domicile découvre 3000 pièces archéologiques, datant pour certaines de l'âge du bronze : flèches, haches, clefs ou encore statuettes.

### Antiquité
Des vestiges de l'Antiquité ou du Moyen Âge, un sarcophage et une pierre à deux trous ronds, que l'on a appelé « pierre à cupule », ont été retrouvés sur la Grande île. L'appellation de « pierre à cupules » n'a pas été reprise par des archéologues du XXe ou du XXIe siècle. En 1866, l'instituteur d'Aiguebelette, M. Chevron, mentionnait un chemin mettant en communication les deux îles. L'instituteur Chevron avait également mentionné les vestiges d'une tour à proximité du site de Boffard. L'érudit savoyard Joseph Revil évoqua trente ans plus tard « un grand espace couvert d'une couche de ciment, vestige d'un bain romain » à la pointe nord-est de la grande-île , mais l'attribution de ce site tout comme celui de la tour de Boffard à l'antiquité gallo-romaine n'est pas retenue par André Marguet dans son inventaire archéologique de 1998. Les datations effectuées par Marguet sur des pieux prélevés sur la tour de Boffard placerait ce site aux alentours de l'an mil.
Par la suite, la région du lac d'Aiguebelette a été tantôt un lieu de passage ouest-est, tantôt un pays en marge. Une voie romaine passait par la rive sud du lac avant de gravir la côte du col Saint-Michel et de redescendre sur Chambéry qui s'appelait alors Lemencum. Cet itinéraire, direct, mais escarpé, était concurrencé par d'autres voies au nord (col du Chat) et au sud (Les Échelles), sans doute plus fréquentées si l'on en croit la pauvreté des vestiges archéologiques romains trouvés à Lépin comparés à ceux que l'on trouve vers Saint-Pierre-de-Genebroz et qui correspondent à la route des Échelles.

### Moyen Âge et Temps modernes
Au Moyen Âge, la montagne de l'Épine fait partie du fief des seigneurs de Montbel qui dominaient la majeure partie de l'Avant-Pays savoyard, alors que Lépin, Aiguebelette et le lac faisaient partie du fief des seigneurs d'Aiguebelle qui avaient leur château au village d'Aiguebelette. Le nom d'Aiguebelette viendrait ainsi d'Aiguebelle.

L'itinéraire du col Saint-Michel est resté de loin le plus fréquenté pour joindre Chambéry jusqu'à la fin du XVIIe siècle. Au début du XVIIe siècle, pour un quart d'écu, des porteurs aident les voyageurs à franchir le col. Le seigneur de Villamont, qui emprunte le passage en 1588 estime qu'il est suffisamment bien gardé pour protéger le voyageur « des ours et autres bêtes sauvages » que l'on trouve dans les bois. À partir de 1665, sous le règne de Charles-Emmanuel II, duc de Savoie, de grands travaux sont initiés pour aménager la route des Échelles qui a le grand avantage d'emprunter le col de Couz, 300 mètres plus bas que le col Saint-Michel. Dès lors, Aiguebelette n'est plus un lieu de passage.

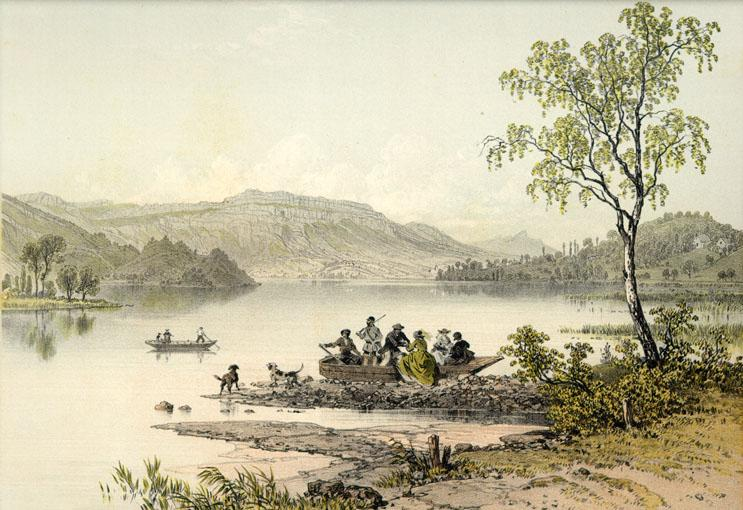
Le lac d'Aiguebelette aux alentours de 1860.

Avant 1860, le lac d'Aiguebelette n'est pas situé en France, mais dans le duché de Savoie au sein du royaume de Sardaigne, à quelque quinze kilomètres de la frontière avec la France, délimitée par le Guiers. Au XVIIIe siècle, les contrebandiers sont nombreux, et le plus connu est Mandrin, dont on peut imaginer qu'un certain nombre des compagnons étaient originaires des rives du lac, bien que ceci ne soit pas attesté.
Bien qu'à partir de la fin du XVIIe siècle, l'ensemble du trafic ouest-est a été détourné sur la voie des Échelles, la voie directe par les rives sud du lac n'a jamais été abandonnée et l'ancienne voie romaine devenue « Voie sarde » est restée entretenue. Un poste de la ligne de télégraphie Chappe Paris-Milan est construit en 1805 au col du Crucifix, au-dessus du lac. Pendant deux siècles, les communes du sud du lac, Lépin et Aiguebelette ne connaissent donc qu'un isolement relatif qui est rompu en 1884 par l'ouverture de la ligne de chemin de fer Lyon-Chambéry. Entre 1880 et 1884, le tunnel ferroviaire de l'Épine, long de 3 310 mètres, est percé entre les gares d'Aiguebelette-le-Lac et de Saint-Cassin-la-cascade. Alors qu'auparavant, les pourtours du lac étaient une région strictement agricole, l'arrivée du chemin de fer favorise le développement d'une petite activité touristique : les hôtels-pensions-restaurants se multiplient. Les Lyonnais forment une grosse partie de la clientèle et l'on voit apparaître également un certain nombre de résidences secondaires.
Le 18 juillet 1857, le marquis Pantaléon Costa de Beauregard achète le lac à  l'état sarde,. Simultanément, la commune de Saint-Alban-de-Montbel accepte de céder les îles du lac au marquis sous réserve que ce dernier fasse rebâtir la chapelle Saint-Vincent située sur la grande île. Après l'annexion de la Savoie en 1860, l'héritier du marquis vend, le 22 novembre 1866, la propriété du lac au comte de Chambost de Lépin,,. Toutefois, à la suite d'un long procès, Me Royer-Colland obtient en 1893 la rétrocession d'environ la moitié nord du lac du côté de Nances, Novalaise et Saint-Alban-de-Montbel, dont il est considéré que cette partie a succédé aux droits des primitifs seigneurs de Montbel. Cette partie nord du lac est ensuite cédée à la société Force et Lumière en 1919,,.

### XXe siècle
Pendant la Seconde Guerre mondiale, en septembre 1943, le premier camp des jeunes de la Milice française, l'Avant-Garde, a lieu près du lac,.
À l'issue de la guerre, la décision de nationaliser les industries électriques et gazières conduit au transfert de propriété de la partie nord du lac à la nouvelle société nationale Électricité de France (EDF) en 1946. Par ailleurs, après guerre se développent les activités touristiques, dominées par le camping et le caravaning, et de nombreuses aires d'accueil sont installées autour du lac, les Néerlandais y étant une clientèle fidèle de juillet à août.
Dans les années 1960, la route nationale 6 est bloquée aux périodes de pointe par d'importants bouchons au tunnel des Échelles. Pour résoudre le problème, en 1974, on ouvre à la circulation l'autoroute A43 qui relie Lyon à Chambéry en passant très près de la rive nord du lac avant de s'enfoncer dans un nouveau tunnel creusé sous la montagne de l'Épine. Cette autoroute permet un accès plus facile au lac, mais elle engendre une série de menaces pour l'équilibre écologique du lac : déversement des sels de déglaçage et résidus de pneumatiques. En mettant les communes riveraines du lac à moins de 15 kilomètres de l'agglomération chambérienne, l'autoroute transforme celle-ci en zone périurbaine.

### Depuis 2000
Au début du XXIe siècle, la population des communes qui avaient connu une décroissance constante correspondant à l'exode rural repart à la croissance. C'est un phénomène de réurbanisation qui se traduit par la construction de nombreuses habitations principales dans les communes riveraines. De même, le lac attire un nombre croissant de visiteurs notamment en été où le flux de personnes n'est pas sans poser de problèmes.
Le 18 mars 2025, l’Office de tourisme du Lac d’Aiguebelette lance la marque Lac Aiguebelette,.

## Protection et biodiversité

### Protection
Le lac d'Aiguebelette est inscrit à l'inventaire des sites classés depuis le 7 décembre 1935. Le site est aussi inscrit Natura 2000 depuis 2006 et zone naturelle d'intérêt écologique, faunistique et floristique (ZNIEFF) de type I. Un arrêté préfectoral de protection de biotope (APPB) protège certaines parties du littoral depuis 2001.
Le 6 mars 2015, la région Rhône-Alpes adopte le classement du lac d'Aiguebelette en Réserve naturelle régionale pour une durée de dix ans. Il devient ainsi « la plus grande réserve naturelle régionale d'eau douce française ».

### Faune et flore

#### Poissons

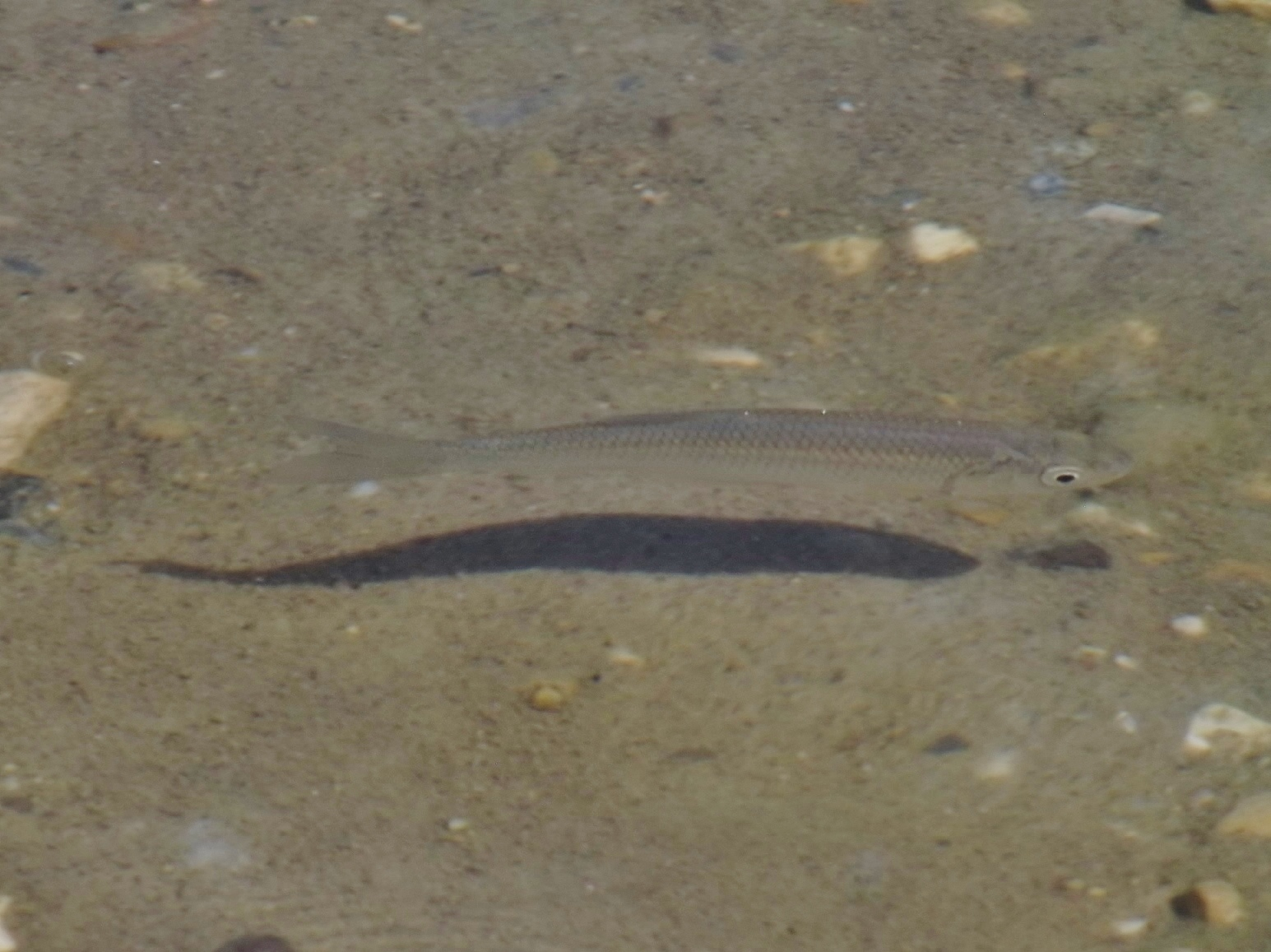
Poisson près de la rive nord-ouest du lac.

La présence de diverses espèces de poissons dans le lac résulte à la fois d'équilibres naturels et de l'activité prédatrice des pêcheurs et de celle, compensatrice, de la fédération locale des pêcheurs qui reconstitue chaque année les réserves d'alevins (alevinage). Les poissons du lac les plus courants sont les poissons blancs (ablette, gardon, rotengle, brème, carpe, tanche), les perches, les brochets, les lottes et les Salmonidés parmi lesquels l'omble chevalier, la truite et le lavaret.
Dès l'arrivée du froid, les ablettes du lac se regroupent en bancs et se déplacent vers le Gua, vers le déversoir ou vers le port d'Aiguebelette, probablement parce que l'eau y est moins froide et la nourriture moins rare. Les ablettes doivent assurer leur survie et se garder de leurs deux grands prédateurs, les brochets et les pêcheurs. Leur pouvoir de reproduction peut être très fort dans des conditions favorables, mais c'est néanmoins l'alevinage qui assure la forte représentation de l'espèce dans le lac et assurant ainsi la préservation de l'espèce.
Alors que le brochet chasse en eau peu profonde, à proximité des roselières, la truite, qui s'alimente surtout de nuit concurrence peu le brochet car elle chasse en eau plus profonde. Dans le lac, on trouve des truites arc-en-ciel, récemment introduites et des truites de lac, vivant discrètement en eau profonde, à l'abri des lignes des pêcheurs.
Les perches, très recherchées par les pêcheurs, sont en concurrence avec les lavarets, les lottes et les brochets.
L'omble chevalier n'a été introduit dans le lac que dans les années 1970. Sa reproduction qui doit avoir lieu à plus de cinquante mètres de profondeur est possible dans les grandes fosses du lac.
Le lavaret, lui ne vit qu'en profondeur, en eau suffisamment oxygénée, sauf au moment de la fraie où il monte en surface. Assez abondant, il représente une prise de choix pour les pêcheurs expérimentés du lac d'Aiguebelette.
La lotte, beaucoup plus rare, n'est pratiquement pas pêchée à la ligne. C'est un poisson de fond dont quelques spécimens seulement se prennent à la ligne de fond.

#### Oiseaux
- La foulque macroule est abondante sur les rives du lac, sauf pendant l'hiver[43].
- Le grèbe huppé est l'oiseau le plus visible du lac[44].
- Le canard colvert[45].
- Le cygne tuberculé[46].
- Le héron cendré.
- La poule d'eau.

#### Insectes
Le lac abrite un cortège de libellules (odonates) parmi lesquelles la cordulie à corps fin Oxygastra curtisii (Dale, 1834), espèce endémique du Sud-Ouest de l'Europe et protégée en France.

#### Plantes de la zone humide
- Nénuphar
- Grande salicaire
- Houblon
- Aune glutineux

### Écologie

#### Stratification et oxygénation

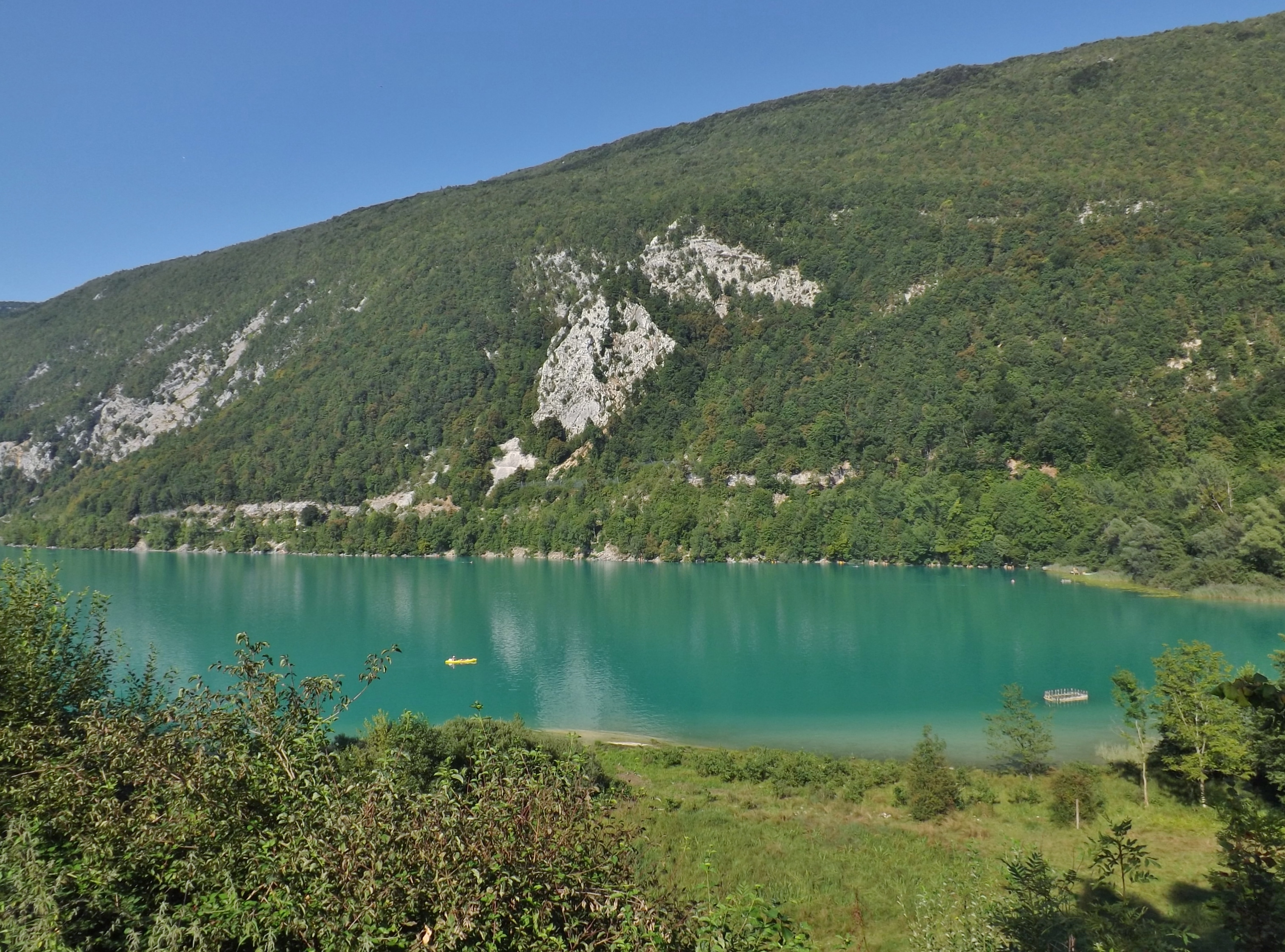
En été, le phytoplancton contribue à donner une couleur plus verte au lac.

Le lac d'Aiguebelette est stratifié, d'avril en décembre, en deux couches : l'épilimnion, couche de surface d'une dizaine de mètres de profondeur et représentant environ le tiers du volume total du lac, et l'hypolimnion qui se trouve en dessous. Ces deux couches réalisent peu d'échanges entre elles.
Au printemps et en été, l'épilimnion, dont la température s'élève sous l'action de la lumière solaire, devient le siège d'une activité du phytoplancton, soit des végétaux microscopiques qui utilisent la lumière solaire pour faire de la photosynthèse et donner ainsi une couleur verte à certaines zones du lac. Des études ont montré la présence de 93 espèces différentes de phytoplancton. En plus du phytoplancton, l'épilimnion est également habité par du zooplancton, animaux microscopiques, ainsi que des poissons. L'ensemble de ces êtres vivants consomme de l'oxygène. À la belle saison, il y a plus d'oxygène généré par la photosynthèse que d'oxygène consommé par les êtres vivants.
L'hypolimnion qui ne reçoit pas de lumière reste toute l'année à une température très basse (5 à 6 degrés). Pendant la belle saison, le zooplancton qui y habite consomme de l'oxygène ainsi que les sédiments organiques qui s'oxydent. Certaines espèces particulières de poissons comme les corégones et les ombles chevaliers habitent également dans l'hypolimnion.
Pour que l'hypolimnion ne s'appauvrisse pas totalement en oxygène, il est alors nécessaire que les eaux des deux couches se mélangent. Pour le lac d'Aiguebelette, ceci se produit normalement en hiver lorsque la température de l'épilimnion descend suffisamment bas pour atteindre celle de l'hypolimnion. À température égale, les eaux des deux couches peuvent ainsi se mélanger. Le mélange est également favorisé par les tempêtes et les crues des ruisseaux qui se jettent dans le lac (les émissaires).
On considère que le lac est en bonne santé, ou oligotrophe, lorsque les deux couches sont bien oxygénées et que par conséquent les différentes espèces végétales et animales peuvent y vivre aussi bien en surface qu'en eaux profondes. Sinon, on parle d'un processus d'eutrophisation.

#### Eutrophisation
Depuis les années 1970, une réglementation assez stricte impose l'installation d'égouts tout autour du lac. De ce fait la pollution d'origine humaine est considérablement réduite et l'agriculture devient alors la source majeure de déversement de phosphates dans les eaux du lac. Les phosphates favorisent la production d'organismes végétaux : un peu de phosphate est nécessaire pour la production de phytoplancton, et donc de oxygénation de l'eau, mais trop de phosphates rend possible la production d'une telle quantité de phytoplancton et d'algues que la transparence de l'eau en est altérée et que la lumière est arrêtée en surface. De plus, une partie des algues et du plancton qui se développent est toxique.
Pour qu'un lac ne devienne pas eutrophe, il est admis une limite de 0,01 mg/l pour la teneur des eaux en phosphates. Dans le lac d'Aiguebelette, cette teneur était en 1974-1976 de 0,02 mg/l. Elle était redescendue à 0,01 mg/l en 1984. À titre de comparaison, dans le lac du Bourget, la teneur était montée à 0,4 mg/l en 1978. La pollution en phosphate a donc été moins importante qu'ailleurs dans le lac d'Aiguebelette. En 2012, les études menées par Frédéric Rimet de station d’hydrobiologie lacustre de Thonon-les-Bains d'INRA de 1999 à 2011 montrent que le lac d'Aiguebelette est en bonne santé et proche d'un état oligotrophe.
Depuis 1974, date d'ouverture de l'autoroute A43, la teneur du lac en chlorures passe de 3-5 mg/l à 8-9 mg/l. En première approche, il n'y a pas lieu de considérer qu'une telle concentration puisse avoir des effets dommageables sur la potabilité de l'eau ou sur des équilibres écologiques. Toutefois a pu être observée en 1984 une amorce de formation d'une « sous-couche » localisée, dont la concentration en chlorure atteignait les 10 mg/l. L'implantation durable d'une sous-couche plus dense que la moyenne du lac pourrait limiter le brassage des eaux à la couche supérieure et aurait des conséquences néfastes pour l'oxygénation du fond.

#### Roselières

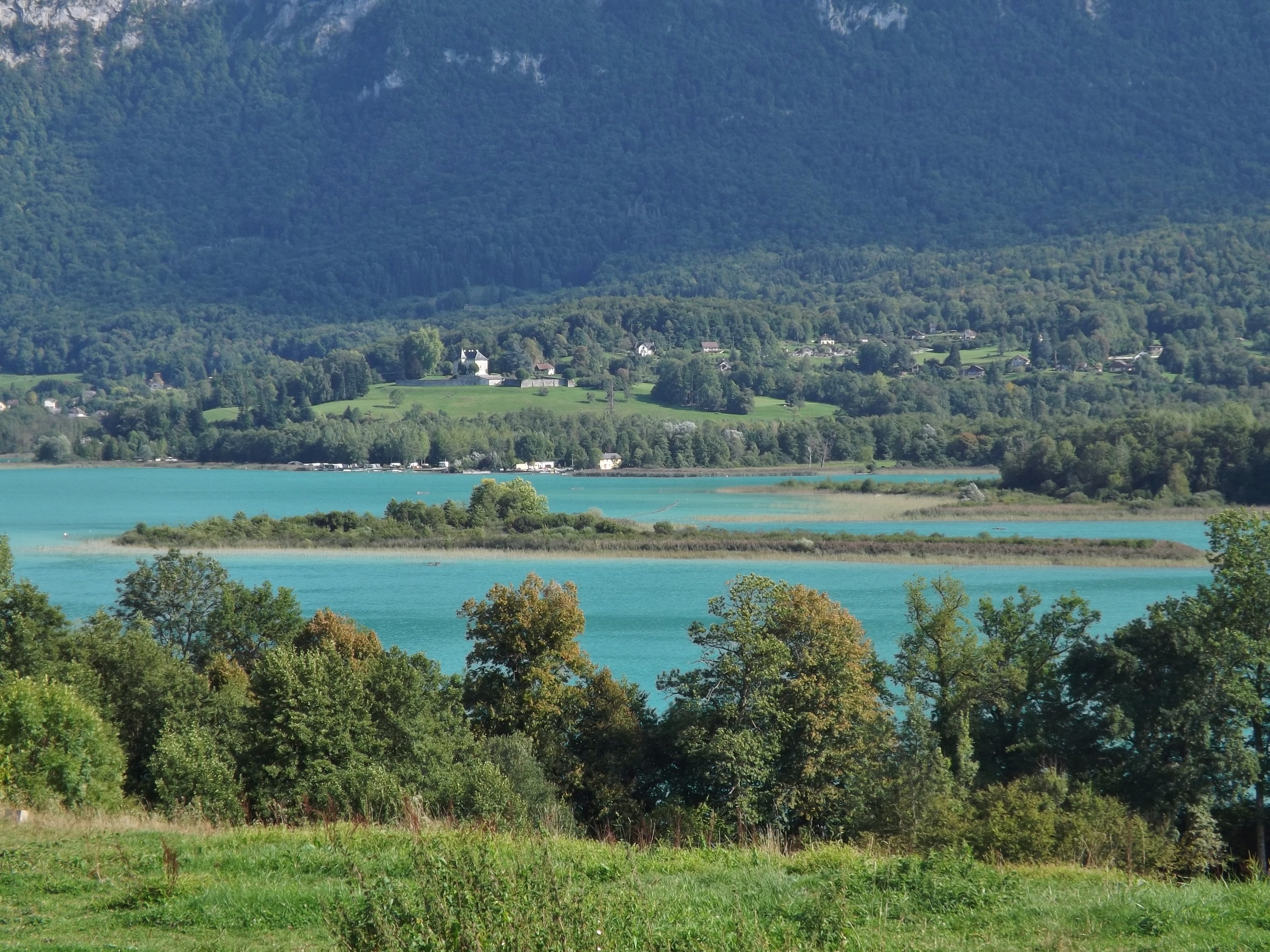
Roselières sur les rives des îles.

Une grande partie des rives du lac est occupée par des roselières. Les deux îles, en particulier, sont complètement entourées de ces roselières. Les roseaux se propagent par bourgeonnement des rhizomes. La base des tiges est immergée à faible profondeur. L'enchevêtrement des rhizomes et des racines constitue l'habitat naturel des écrevisses. Les brochets viennent y frayer. Les roseaux ont un rôle épurateur, c'est la raison pour laquelle leur destruction est interdite. Néanmoins, le développement des campings et la recherche de nouveaux accès au lac entraînent chaque année la destruction de nouvelles roselières.

## Activités humaines

### Activités touristiques et sportives

#### Tourisme

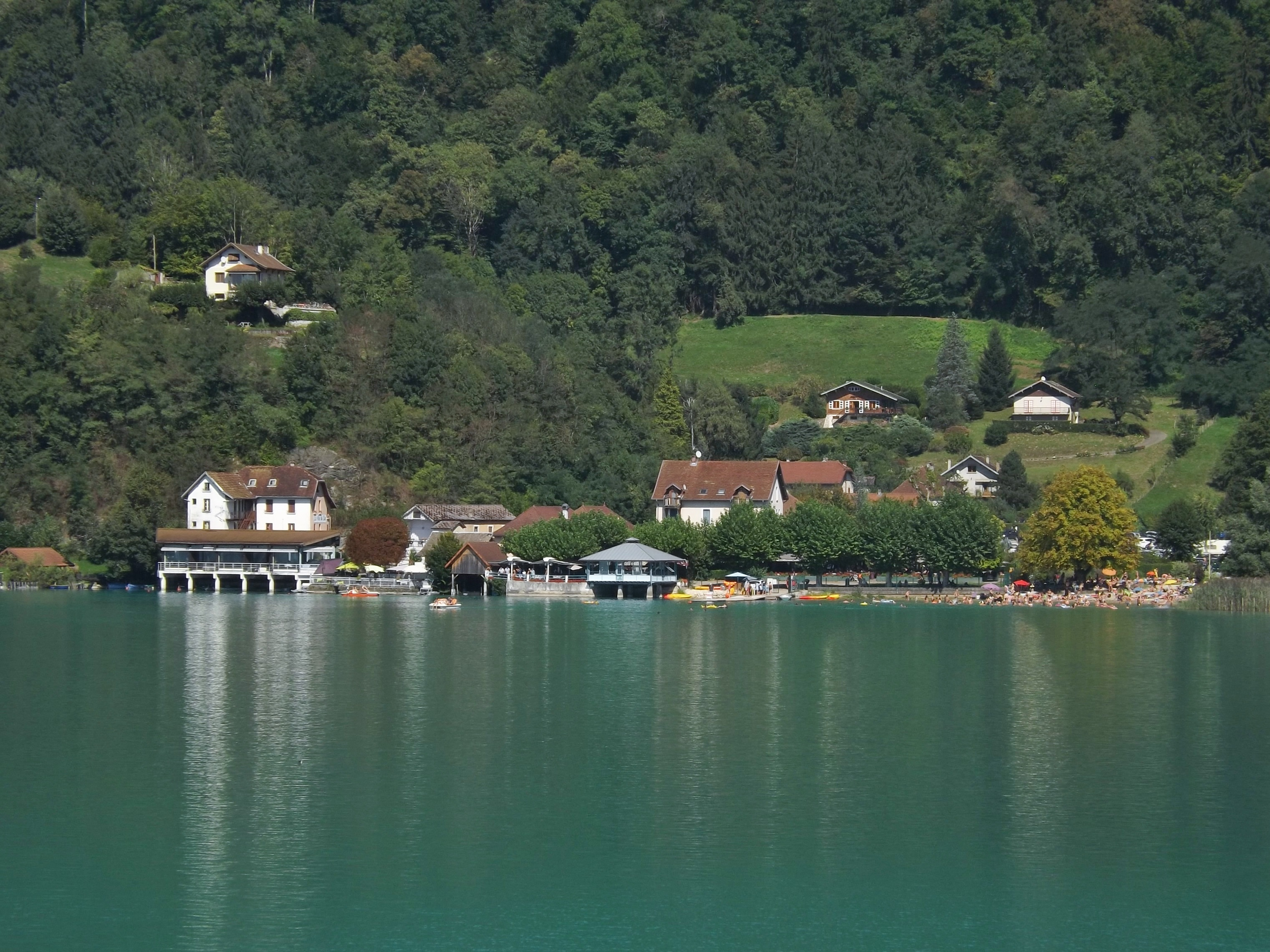
Aiguebelette-le-Port avec la plage municipale d'Aiguebelette-le-Lac.

Le lac d'Aiguebelette est un lieu touristique important durant l'été. Celui-ci compte en effet plusieurs plages aménagées, réparties sur les cinq communes du lac :
- Nances : La Crique ;
- Novalaise : Novalaise-Plage, Pré Argent, Bon Vent ;
- Saint-Alban-de-Montbel : Saint-Alban-Plage, le Sougey ;
- Lépin-le-Lac : plage municipale ;
- Aiguebelette-le-Lac : plage municipale.

Ces plages, dont l'accès est payant, sont situées en majorité sur la rive ouest du lac du fait de la topographie plus favorable, toutefois les pentes abruptes de la rive est sont elles aussi prisées des baigneurs. À proximité des plages se trouvent par ailleurs une dizaine de campings.
Un arrêté préfectoral du 2 mars 1976 interdit l'usage de bateaux à moteurs sur le lac.
Au nord du lac, sur la commune de Nances, est également implantée la Maison du Lac d'Aiguebelette, lieu destiné à la découverte du lac au travers d'expositions. Cet espace abrite notamment l'Office de Tourisme Pays du lac d'Aiguebelette  et le parcours spectacle du lac d'Aiguebelette, un espace pédagogique de découverte du lac. À travers bornes interactives, films, panneaux, témoignages et légendes, les visiteurs découvrent la géologie, l'histoire et les traditions du lac. La présentation de la faune et de la flore lacustres permettent de mettre en exergue les efforts de préservation menés autour du lac. Pour les familles, la visite peut se faire sous forme d'enquête à mener dans la scénographie et à l'extérieur.

#### Sport

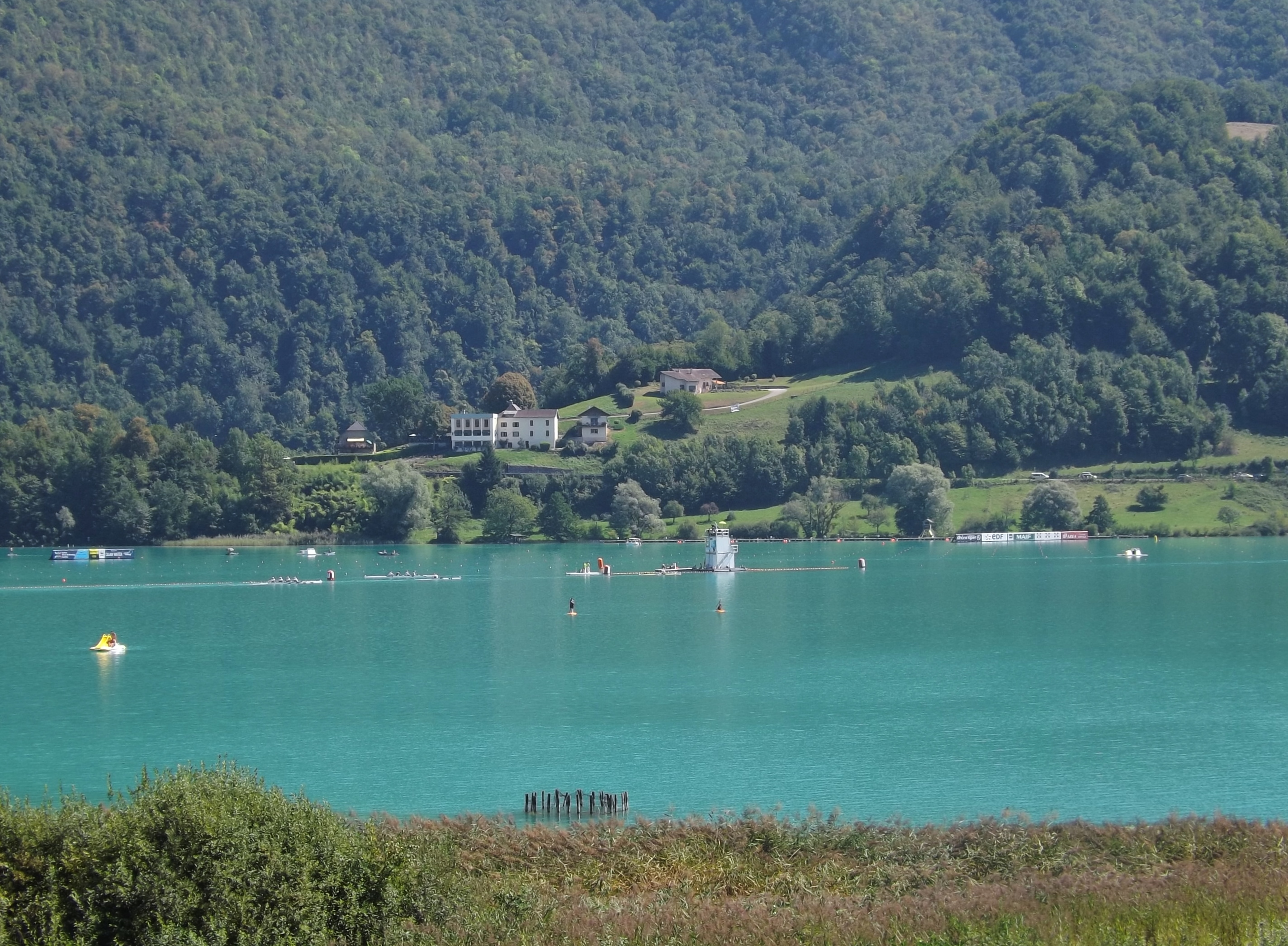
Les championnats du monde d'aviron 2015 se déroulant sur le lac.

Le calme plat régnant la majorité du temps sur le lac en raison d'un manque de vent dans cette zone de l'Avant-Pays savoyard le rend impropre à la pratique des sports de voile. Celui-ci est en revanche équipé d'une base d'aviron (sport), créée en 1981 à la place de l'ancienne villa de l'écrivain Frédéric Dard (San-Antonio), où viennent s'entraîner des équipes de haut niveau. Le lac a par ailleurs été choisi pour les championnats du monde d'aviron de 1997 et accueille en 2015, sur un nouveau bassin de compétition, la 44e édition des Championnats du monde d'aviron entre le 30 août et le 6 septembre. Avec 2 médailles d'or, 2 médailles d'argent et 2 médailles de bronze, les rameurs français signent là le plus beau palmarès de l'Équipe de France de l'histoire des Championnats.
La chaîne de l'Épine, sur le rive nord du lac, a été équipée d'une via ferrata dite De la tête de cheval, interdite d'accès depuis 2005 pour des raisons de sécurité. Le parapente est très présent, avec un décollage de la crête de l'Épine (La Province), les parapentistes pouvant venir se poser près du lac (Les Marais).

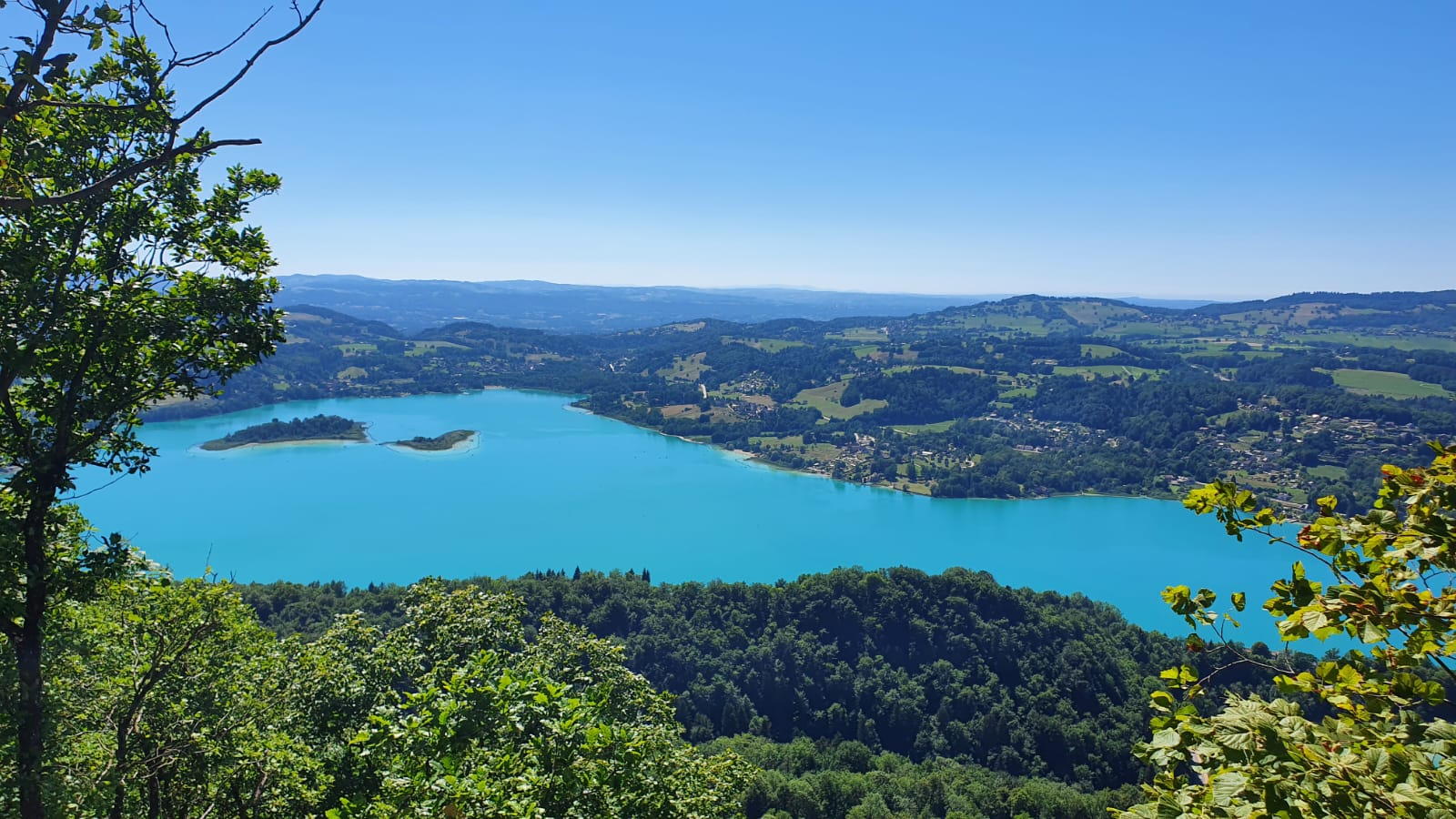
Les chemins de randonnée sont nombreux autour du lac. Vue du lac depuis le col du Crucifix.

#### Autres
De nombreux pêcheurs, occasionnels ou plus réguliers, s'adonnent à leur occupation favorite, en amateurs uniquement car le commerce du poisson du lac est interdit.

### Culture
Dans la littérature, le lac d'Aiguebelette a inspiré quelques écrivains :
- Henry Bordeaux, écrivain d'origine savoyarde, élu à l'Académie française en 1919, a passé des vacances à Aiguebelette et y a situé le cadre de l'un de ses romans, le Paon blanc ;
- Henri Vincenot, Les Voyages du professeur Lorgnon, Denoël, 1983 ;
- Frédéric Dard, originaire de Bourgoin-Jallieu, qui possédait une villa au bord du lac, y situe une partie de l'action de Tango Chinetoque (1965), signé San-Antonio.

### Urbanisme
Le lac d'Aiguebelette constitue au début des années 2000 une réserve d'eau potable pour une douzaine de communes situées dans ses alentours.

## Sites palafittiques

### Fouilles

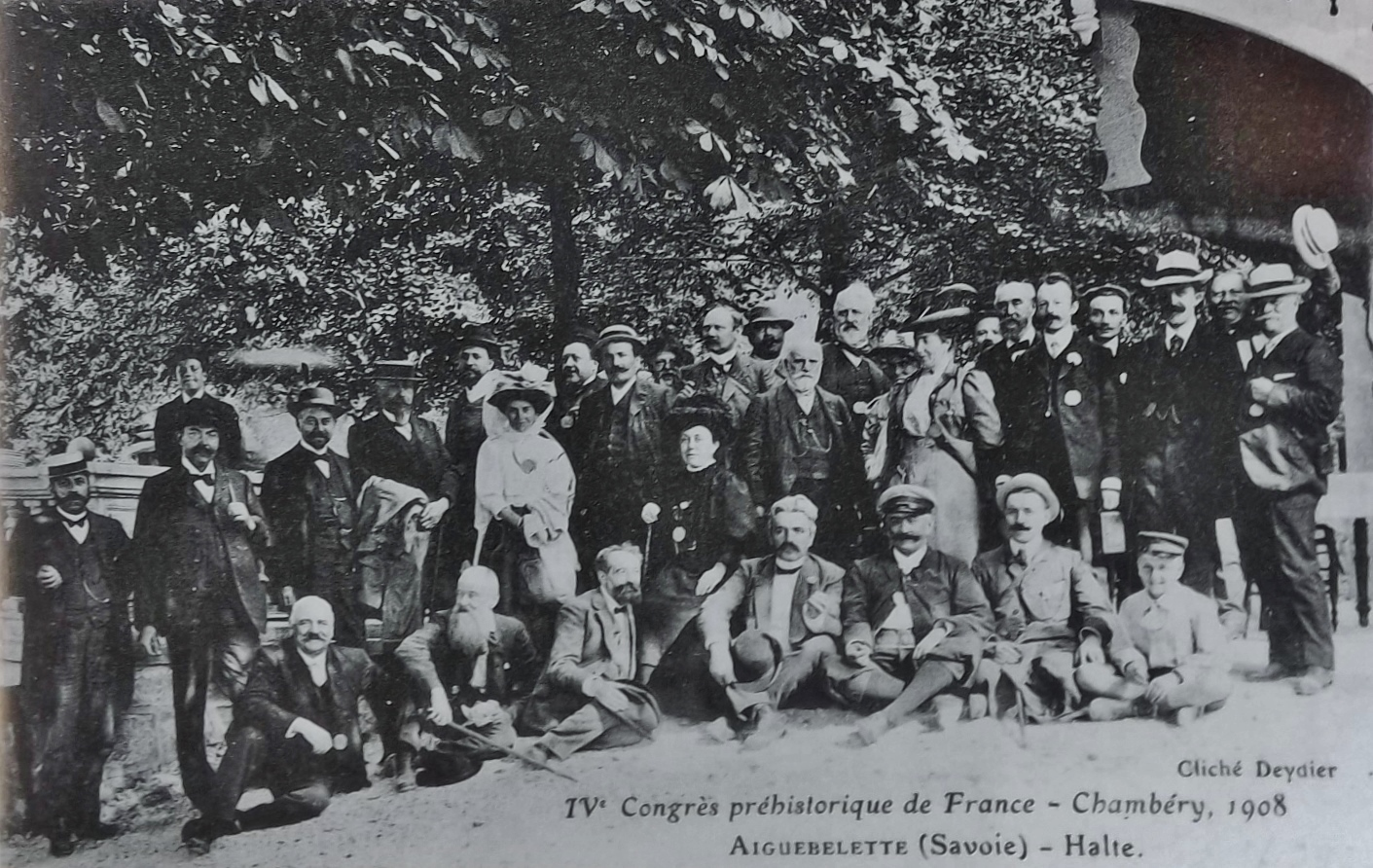
Congressistes préhistoriens à Aiguebelette-le-Lac en août 1908.

La découverte des sites palafittiques du lac d'Aiguebelette est relatée dans les années 1860,.
Au début du XXe siècle, le préhistorien Louis Schaudel mène une étude plus approfondie dont les résultats sont présentés en août 1908 au Congrès préhistorique de France alors tenu à Chambéry,, puis, des ramassages d'objets sont ensuite effectués par Louis Léger en 1921 et Henri Brun en 1938.
Après la Seconde Guerre mondiale, des reconnaissances en plongée sont effectuées à partir de 1954 par le groupe de Recherche Archéologiques Lacustres, sous la direction de Raymond Laurent de 1962 à 1972,. Entre 1983 et 1997, de nouvelles campagnes de repérage et de datation sont menées sous l'égide du Centre national de recherches archéologiques subaquatiques (CNRAS) d'abord et du Département des recherches archéologiques subaquatiques et sous-marines (DRASSM) ensuite. André Marguet et son équipe du DRASSM croisent alors les datations au radiocarbone par des datations de dendrochronologie.
Deux des sites palafittiques du lac d'Aiguebelette ont été classés au patrimoine mondial de l'UNESCO en 2011 sous l'intitulé « Lac d'Aiguebelette (zone sud) » et l'identifiant 1363-064.

### Descriptions
En 2013, sont répertoriés un total de 18 sites palafittiques dans le lac d'Aiguebelette. Ces gisements ont été identifiés dans les eaux peu profondes proches des rives du lac. Les occupations successives de ces sites ont pu être datées par le radiocarbone et la dendrochronologie : les plus anciens, Beau-Phare sur la commune d'Aiguebelette-le-Lac, et Le Gojat sur la commune de Novalaise, relèvent du Néolithique final, l'abattage des arbres ayant servi à faire les pieux les plus anciens ayant été datés respectivement à 2702 et 2699 av. J.-C. pour chacun de ces deux sites. Sur les autres sites, les datations de pieux correspondent aux différentes périodes de l'âge du bronze (2200 à 800 av. J.-C.) ou à l'Antiquité tardive. La répartition des gisements selon leur époque est la suivante : 4 du Néolithique, 2 du Bronze final, 5 de la période antique, 3 de la période médiévale, 1 de la période moderne et 3 de période indéterminée.

### Vidéographie
- Rendre visible l'invisible, court documentaire réalisé par Emmanuel Cabrit et Benjamin Cabrit. Sélection à la Journée du Green Documentaire #2 2019 de la fondation Yann Arthus Bertrand.
- Traces, réalisée par Benjamin Cabrit, Emmanuel Cabrit et Maxime Boutillon. Sélection au Festival International du Film de Tourisme à Riga (Lettonie) en 2019.
- "L'Avant Pays" Une Cachette Extraordinaire diffusion France 3 dans le documentaire "Filme Ton Quartier" 2016, réalisé par Emmanuel Cabrit et Benjamin Cabrit.
- [vidéo] « Lac d'Aiguebelette : WELCOME TO PARADISE », sur YouTube, Savoie Le Département
- [vidéo] « Lac d'Aiguebelette, maison du lac, drone logistique », sur YouTube, Drone Logistique Sas

### Discographie
- Emmanuel Cabrit : Sous la Brume... Un trésor à préserver. 2015. Reportages sonores sur la préservation du Pays d'Aiguebelette, sa faune, sa flore, son Histoire et ses histoires. (Intervenants : Jean Baud (FAPLA), Jean-Pierre Blazin (Mémoires des Pays du Guiers), Yvonne Coudurier (Musée Francépoque), Lisbeth Peyré, Christine Muscat, Julien Schneider (AAPPMA Lépin-le-Lac), et Catherine Bernardy (FAPLA et Musée Lac et Nature) - Voix off : Bernard Grolleron) (Le site de Sous la Brume... Un trésor à préserver)